# Gabriel Blamo Jubwe
Gabriel Blamo Snosio Jubwe (Lagos, 7 de setembro de 1958) é um prelado nigeriano da Igreja Católica com atuação na Libéria, atual arcebispo da Arquidiocese de Monróvia.

## Biografia
Depois de completar a formação no Seminário Maior São Paulo de Gbarnga, na Libéria, recebeu a ordenação presbiteral em 18 de dezembro de 1983, sendo incardinado para a Arquidiocese de Monróvia.
Após sua ordenação, realizou funções pastorais na Arquidiocese (1983-1986), fez o doutorado em liturgia pelo Pontifício Ateneu Santo Anselmo de Roma, entre  1986 e 1991. Retornando à Libéria, torna-se administrador da Catedral de Monróvia, diretor do Centro Pastoral Diocesano, membro da Comissão Justiça e Paz do Conselho das Igrejas da Libéria e do Conselho Inter-religioso da Libéria (1992-1996), reitor do Seminário Menor Rainha dos Apóstolos e do Seminário Preparatório St. Charles Lwanga de Monróvia, entre 1996 e 1999 e vigário-geral da Arquidiocese de Monróvia, entre 1996 e 2000.
Entre 1998 e 2001, foi o secretário-geral da Conferência Episcopal da Libéria, entre 1999 e 2004, foi diretor das Pontifícias Obras Missionárias, reitor do Seminário Maior São Paulo de Gbarnga entre 2001 e 2007 e de 2006 a 2011, foi membro do Colégio de Consultores da Arquidiocese de Monróvia. Pároco de São Pio X, de 2021 a 2024 foi administrador diocesano de Monróvia.
É autor de alguns escritos, bem como de programas de rádio e membro de diversos conselhos.
Em 28 de fevereiro de 2024, foi nomeado pelo Papa Francisco como arcebispo de Monróvia. Recebeu a ordenação episcopal no dia 4 de maio do mesmo ano, na Catedral do Sagrado Coração de Monróvia, de Walter Erbì, núncio apostólico na Libéria, coadjuvado por Bob John Hassan Koroma, bispo de Makeni e por Anthony Fallah Borwah, bispo de Gbarnga e presidente da Conferência Episcopal da Libéria.